# Cetruminantia
Cetruminantia – klad ssaków łożyskowych, który został utworzony w wyniku najnowszych badań genetycznych i molekularnych gromady ssaków. Cetruminantia obejmuje przeżuwacze (Ruminantia) oraz Whippomorpha. Nazwa taksonu jest wynikiem zlatynizowanego połączenia „Cetacea” (nazwa naukowa rzędu waleni) oraz „ruminate” (ang.) przeżuwać.

## Tradycyjna systematyka
Tradycyjna systematyka ssaków, na której opiera się również Polskie Nazewnictwo Ssaków Świata, wyróżnia w grupie kopytnych jako odrębny rząd walenie, który dzieli na podrzędy fiszbinowców i zębowców. Jako trzeci podrząd wymieniane są prawalenie, wymarłe formy nie tworzące kladu. Do fiszbinowców zaliczano rodziny walowatych, płetwalowatych, pływaczowatych i walenikowatych, do zębowców natomiast delfinowate, narwalowate, morświnowate, kogiowate, kaszalotowate, suzowate, iniowate i zyfiowate. Prawalenie obejmują Pakicetidae, Ambulocetidae, Remingtonocetidae, Protocetidae i bazylozaury, niekiedy także Kekenodontidae.
Odrębny od waleni rząd stanowią wedle tego ujęcia parzystokopytne. Również dzieli się je na podrzędy. Pierwszy z nich to świniokształtne, do których zaliczają się świniowate, pekariowate i hipopotamowate. Następny podrząd wielbłądokształtnych tworzy rodzina wielbłądowatych. Trzeci podrząd to przeżuwacze. Zaliczają się do nich kanczylowate, piżmowcowate, jeleniowate, widłorogowate, żyrafowate, wołowate, ponadto zaś rodziny wymarłe.

## Rewolucja
Sytuację zmieniły badań dotyczące waleni. Nie ulegało wątpliwości, że należą one do ssaków, pochodzić więc musiały od jakichś ssaków żyjących na lądzie, które wtórnie wróciły do środowiska morskiego i wykształciły cechy typowe dla zwierząt wodnych. Zjawisko takie nazywa się konwergencją i utrudnia rozwikłanie rzeczywistych pokrewieństw – walenie trzeba bowiem klasyfikować ze zwierzętami rzeczywiście z nimi spokrewnionymi, a nie z tymi, do których wtórnie się upodobniły. Rzeczywiste pokrewieństwo oddawać powinno drzewo filogenetyczne posiadające najmniej założeń. Powstały różne hipotezy szukające lądowych przodków waleni w różnorakich grupach lądowych ssaków. Już sam Charles Darwin zdążył wziąć udział w tej dyskusji, proponując za przodków waleni ssaki podobne do niedźwiedzi. Inny pogląd proponował Mesonychia, ssaków żyjących w paleocenie i eocenie, zaliczanych niekiedy do prakopytnych. Pojawiały się jednak dane paleontologiczne, morfologiczne, embriologiczne i molekularne wskazujące na podobieństwo waleni i parzystokopytnych. Postulowano, że walenie i parzystokopytne są grupami siostrzanymi, a nawet że walenie mogą pochodzić od jakichś parzystokopytnych. Poglądy takie potwierdziły badania genetyczne. W 1994 Graur i Higgins opublikowali wyniki badań genetycznych – przebadali 5 sekwencji mtDNA i 11 sekwencji DNA jądrowego, kodującego białka kilku gatunków waleni (płetwal zwyczajny, płetwal karłowaty, płetwal czerniakowy, pływacz szary, morświn zwyczajny, kaszalot spermacetowy, butlonos zwyczajny), porównując je z sekwencjami innych ssaków. Odkryto, że sekwencje waleni i bydła domowego były sobie wzajemnie bliższe, niż któregokolwiek z nich i świni domowej. Do podobnych wniosków odnośnie do lokowania się waleni w obrębie parzystokopytnych doszła praca Irwina i Árnasona wydana w tym samym roku, bazująca na cytochromie b, która wskazała na hipopotamowate jako najbliższych krewnych waleni, oraz 2 lata późniejsza publikacja Gatesy'ego i współpracowników, którzy przebadali z kolei kazeinę, jedno z białek mleka. Kolejne badania potwierdzały bliskie pokrewieństwo waleni i hipopotamów, na przykład badania mtDNA kaszalota opisane przez zespół Arnasona.

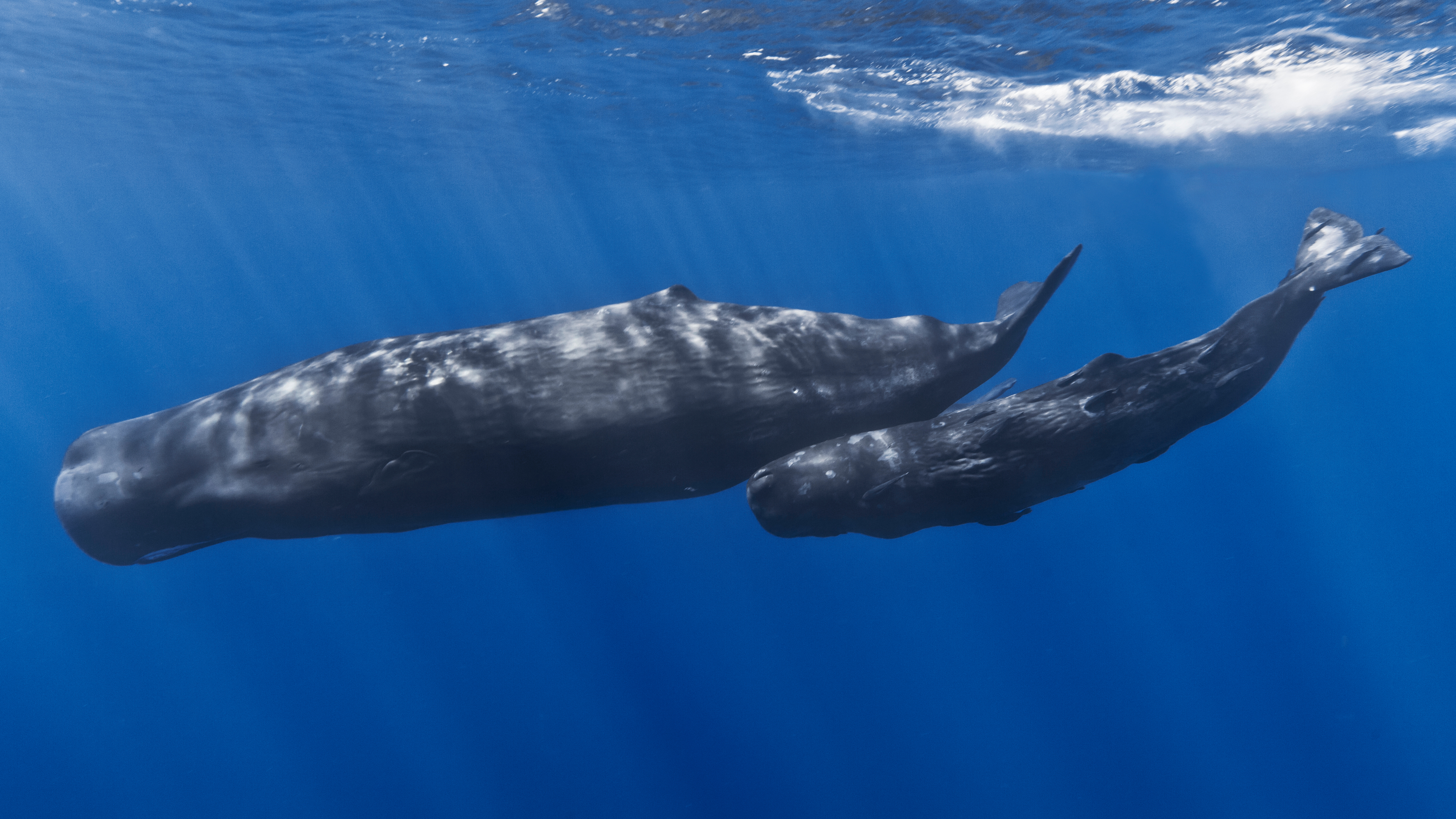
Badania DNA kaszalotów przyczyniły się do rozwikłania pokrewieństw pomiędzy różnymi grupami ssaków

Cytowane badania wskazywały na bliskie pokrewieństwo waleni i hipopotamowatych, tworzących grupy siostrzane. Natomiast parzystokopytne w tradycyjnym rozumieniu, nie obejmujące waleni, byłyby wobec tego taksonem parafiletycznym, podobnie świniokształtne rozumiane jako pekariowate, świniowate i hipopotamowate. Świniokształtne bez hipopotamowatych były raczej grupą siostrzaną wielbłądokształtnych. Przeżuwacze zaś tworzyły klad z hipopotamowatymi i waleniami. Fragment kladogramu z pracy Arnasona et al. przedstawia się następująco:
|  | kot domowy, szarytka morska |
|  |                             |
|  | nosorożec biały, koń        |
|  |                             |

|  | bydło domowe, owca domowa                                                                    |
|  |                                                                                              |
|  | \| \| hipopotam nilowy \| \| \| \| \| \| kaszalot spermacetowy, płetwal błękitny \| \| \| \| |
|  |                                                                                              |
|  | hipopotam nilowy                                                                             |
|  |                                                                                              |
|  | kaszalot spermacetowy, płetwal błękitny                                                      |
|  |                                                                                              |

|  | hipopotam nilowy                        |
|  |                                         |
|  | kaszalot spermacetowy, płetwal błękitny |
|  |                                         |

|  | bydło domowe, owca domowa                                                                    |
|  |                                                                                              |
|  | \| \| hipopotam nilowy \| \| \| \| \| \| kaszalot spermacetowy, płetwal błękitny \| \| \| \| |
|  |                                                                                              |
|  | hipopotam nilowy                                                                             |
|  |                                                                                              |
|  | kaszalot spermacetowy, płetwal błękitny                                                      |
|  |                                                                                              |

|  | hipopotam nilowy                        |
|  |                                         |
|  | kaszalot spermacetowy, płetwal błękitny |
|  |                                         |

Nowo odkryte pokrewieństwa zaczęto odzwierciedlać w nazewnictwie. W 1999 ukazała się praca Waddela, Okady i Hasegawy, w której wprowadzili oni nowe nazwy. Prezentuje je następujący kladogram (obrazuje on inny niż poprzednio opisany pogląd na pokrewieństwo wielbłądokształtnych i świniokształtnych w nowym rozumieniu):
|              | Ruminantia                                                 |
|              |                                                            |
| Whippomorpha | \| \| Cetacea \| \| \| \| \| \| Hippopotamidae \| \| \| \| |
|              | \| \| Cetacea \| \| \| \| \| \| Hippopotamidae \| \| \| \| |
|              | Cetacea                                                    |
|              |                                                            |
|              | Hippopotamidae                                             |
|              |                                                            |

|  | Cetacea        |
|  |                |
|  | Hippopotamidae |
|  |                |

|              | Ruminantia                                                 |
|              |                                                            |
| Whippomorpha | \| \| Cetacea \| \| \| \| \| \| Hippopotamidae \| \| \| \| |
|              | \| \| Cetacea \| \| \| \| \| \| Hippopotamidae \| \| \| \| |
|              | Cetacea                                                    |
|              |                                                            |
|              | Hippopotamidae                                             |
|              |                                                            |

|  | Cetacea        |
|  |                |
|  | Hippopotamidae |
|  |                |

Widać na nim klad tworzony przez walenie i hipopotamowate. Klad ten, o definicji Cetacea + Hippopotamidae, Waddel i współpracownicy określili nazwą Whippomorpha. Klad powstały z połączenia tychże Whippomorpha i przeżuwaczy (Ruminantia) nazwali Cetruminantia (zaznaczono go na powyższym kladogramie barwą zieloną). Nazwa stanowi konkatenację Cetacea i Ruminantia. Klad tworzony przez rzeczone Cetruminantia i świniowate ochrzczono z kolei mianem Artiofabula (zaznaczono na żółto). Wszystkie 3 zdefiniowane w ten sposób nowe klady stanowią grupy koronne.